# Sminthurides occultus
Sminthurides occultus är en urinsektsart som beskrevs av Mills 1934. Sminthurides occultus ingår i släktet Sminthurides och familjen Sminthurididae. Inga underarter finns listade i Catalogue of Life.